# Vrtalka pórová

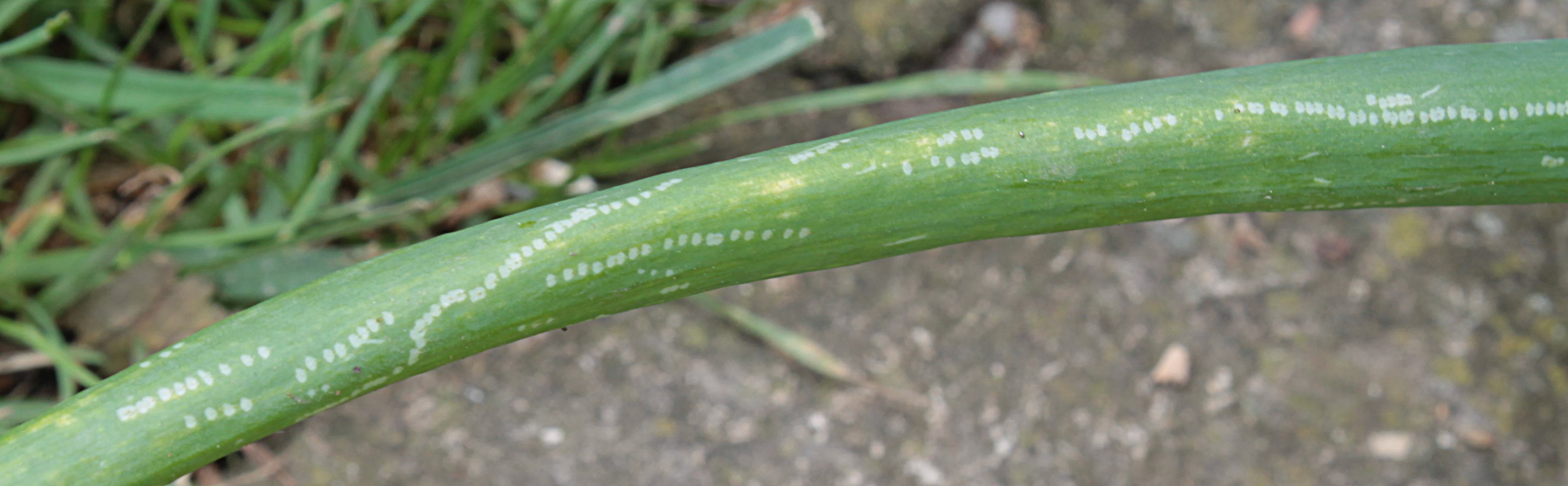
Vrtalka pórová, vpichy na cibuli šalotce.

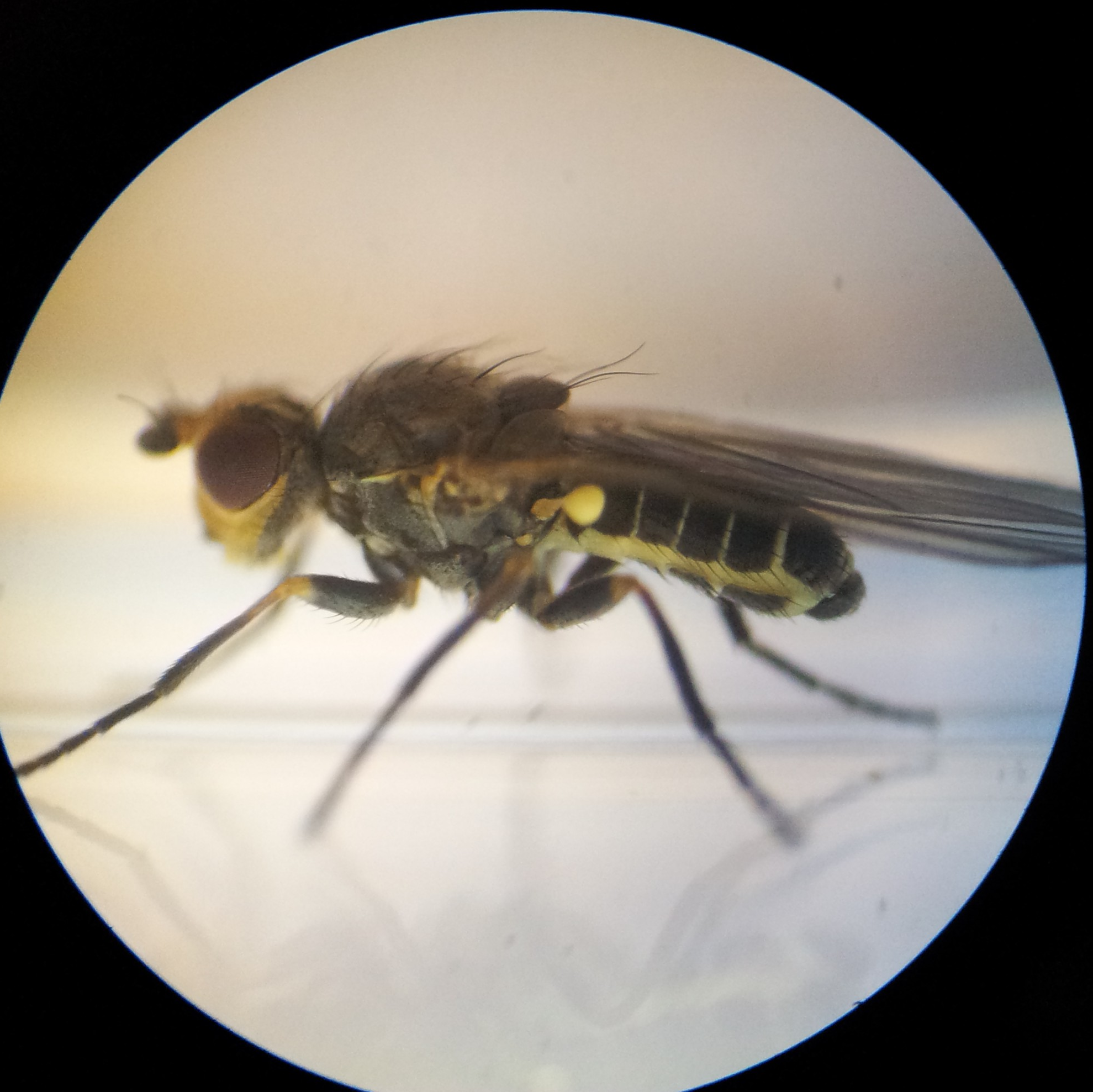
Vrtalka pórová

Vrtalka pórová (Napomyza gymnostoma) je patogen poškozující rostliny cibulovin.  Vrtalky jsou členovci z řádu dvoukřídlí (Diptera) a čeledě vrtalkovití Agromyzidae.

## EPPO kód
NAPOGY 

## Synonyma patogena

### Vědecké názvy
Podle eol.org je pro patogena s označením Napomyza gymnostoma používáno více rozdílných názvů, například Phytomyza palpata nebo Agromyza phytomyzina.

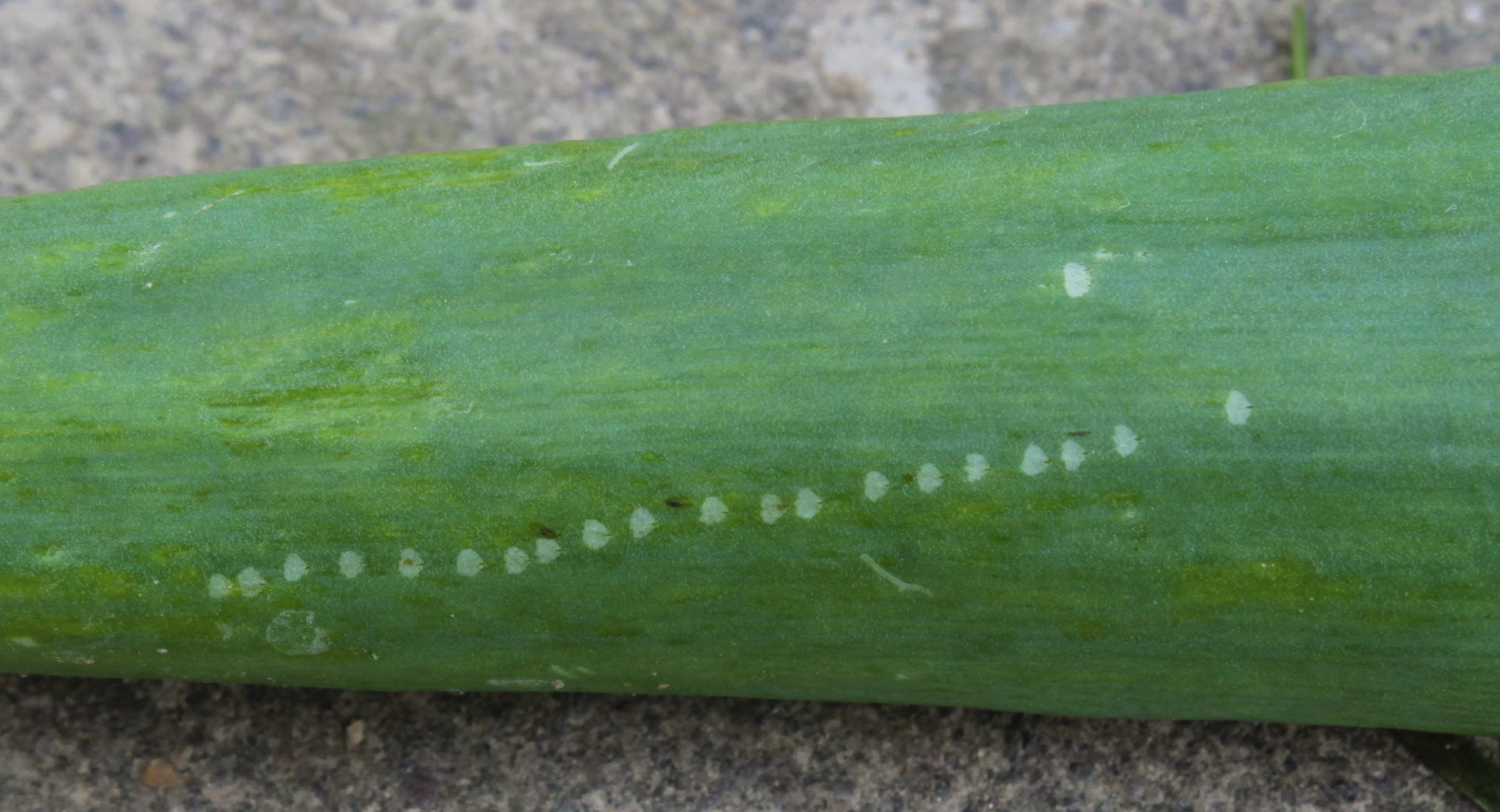
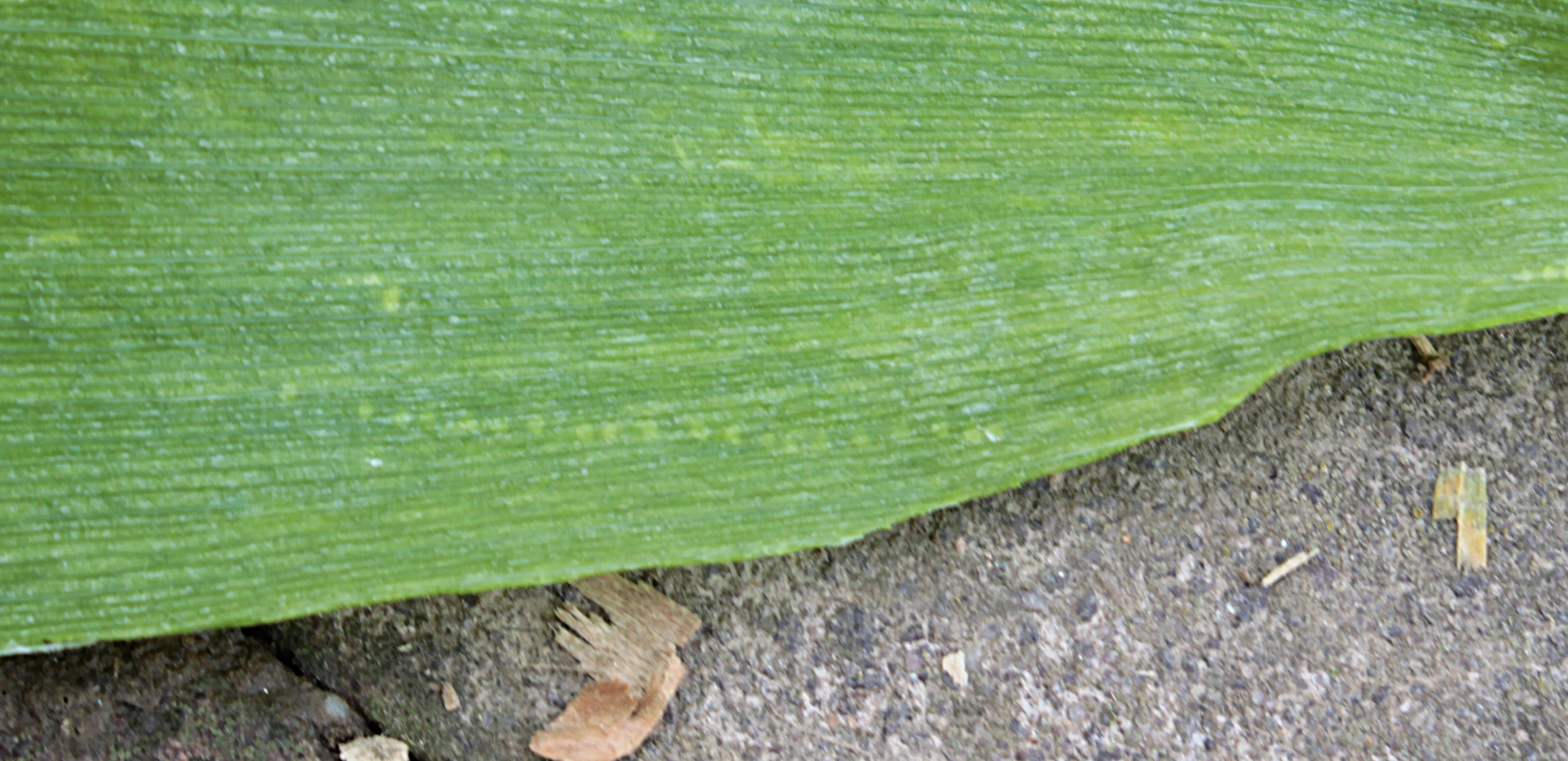
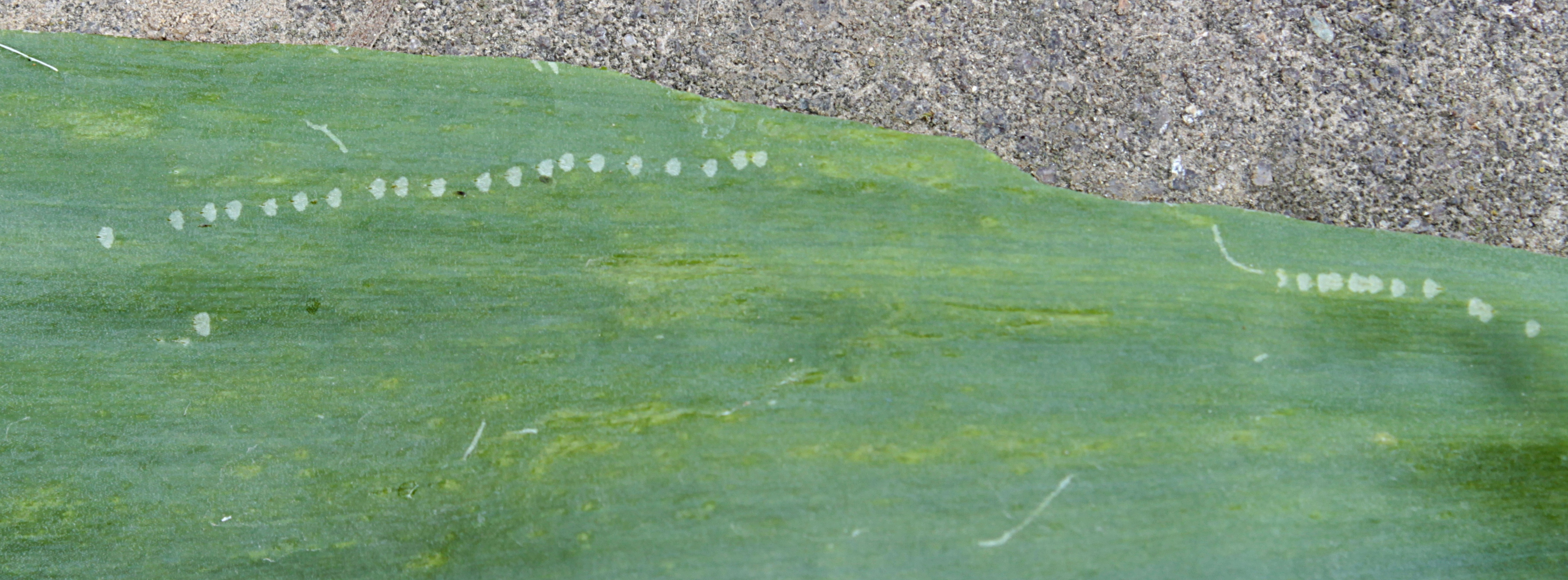

## Zeměpisné rozšíření
Evropa. Podle některých zdrojů parazit původně pochází ze střední a východní Evropy. Podle EPPO Napomyza gymnostoma byla poprvé popsána v roce 1858 v regionu Poznani (Polsko). V roce 1976, tento druh byl hlášen v Dánsku, Švédsku, Polsku a ve Středomoří, ale žádná škoda nebyla pozorována. Od roku 1980 se Napomyza gymnostoma se stala škůdcem cibulovin v několika zemích z důvodů, které zůstávají neznámé. Nejdříve ve východní Evropě a v poslední době v západní Evropě.
Areál rozšíření patogena v průběhu posledních dvaceti let roste, míří na východ do Itálie přes Balkán a na sever a na západ přes Německo. Nyní je zaznamenán z Rakouska, České republiky, Dánska, Německa, Maďarska, Itálie, Polska, Srbska, Slovenska, Slovinska, Španělska, Švédska a Turecka.
Podle jiného zdroje je parazit jihoafrického původu a rozšířil se do Evropy z Polska na konci 60. let.

## Hostitel
Obvykle druhy rodu česnek (Allium) a některé další cibuloviny.
- cibule (Allium cepa)
- česnek kuchyňský (Allium sativum)
- pór zahradní (Allium porrum, Allium ampeloprasum)
- tulipán (Tulipa)
- narcis (rostlina)  (Narcissus L.)
- pažitka pobřežní (Allium schoenoprasum)

Pažitka je velmi vhodná jako hostitelská rostlina, protože je ve vegetaci po většinu roku a listy pažitky jsou tak k dispozici pro jarní i podzimní generaci much. 

## Příznaky
- na listech řádky bílých skvrn po vpichu
- v pletivu listů nebo kořenového krčku muší larvy
- deformované listy
- hniloby při vlhkém počasí

Na listech jsou nápadné řady bílých skvrn po vpichu vajíček samičkou. V pletivu listů nebo kořenového krčku jsou drobné minující muší larvy. Provrtané rostliny bývají plné larev a nebo pupárií, zahnívají. Moucha je černě zbarvená, má světlejší hlavu a oranžově žlutá tykadla. Larvy jsou bílé, s nápadně velkými černými dýchacími otvory. Kukla je soudečkovité pupárium, 3,5 až 4 mm dlouhé. 

### Možnost záměny
Květilka cibulová Delia antiqua.

## Význam
Hlavním poškozením je poškození požerem, nabodnutím a přítomnost kukel mouchy v listoví, což činí rostliny neprodejné. Na rozhraní podzemní a nadzemní části tvoří larvy příčné a podélné miny. Občas se tvoří povrchové praskliny. Napadené rostliny zahnívají, jsou napadány houbami (např. Sclerotium cepivorum. V jedné rostlině může být 20–30 larev.

## Biologie
Mušky jsou šedočerné se světlou hlavou a dorůstají délky 3-4 mm. Larvy dorůstají až 8 mm, jsou bílé a na konci těla mají 2 nápadně velká černá stigmata. Kukla se ukrývá v soudečkovitém, hnědém, 3-4 mm dlouhém pupáriu.

### Životní cyklus
Během roku se tvoří dvě generace. Mušky první generace vylétají po přezimování v dubnu až květnu. Mušky druhé generace se líhnou v srpnu a září. Samičky kladou vajíčka na rozhraní mezi etiolovanou a zelenou část rostlin. Přezimují puparia v napadených rostlinách. Larvy se kuklí na konci miny. 

## Ochrana rostlin
Důsledná likvidace posklizňových zbytků a hluboká orba.

### Chemická ochrana
Provádí se ošetření při letu jarní generace (duben, květen) a podzimní generace (srpen, září).
Experimentálně bylo prokázáno, že nejúčinnějšími insekticidy pro ochranu rostlin proti Napomyza gymnostoma je heptenophos (330 g a.i./ ha) a fosalon (420 g a.i./ ha). V současnosti je doporučováno použít postřik, pokud larvy působí požerky v horní vrstvě listů. Vzhledem k možnosti napadení tímto škůdcem a snaze vyhnout se použití insekticidů zemědělci doporučují pěstovat pórek tak daleko, jak je to možné od pažitky.
Proti patogenu jsou registrovány insekticidy na bázi pyrethroidů.
- DECIS MEGA

### Agrotechnická opatření
Je doporučeno zakrývat pórek sítěmi, jakmile se mouchy podzimní generace vylíhnou a zakopat jakékoliv zbytky rostlin obsahující kukly tak hluboko, jak je to jen možné do půdy. Silně napadené rostliny je důležité odstranit z porostu i ze skladu a nekompostovat je. Varovná služba upozorňující na výlet Napomyza gymnostoma byla založena v Rakousku v roce 1997.

### Biologický boj
Patogena napadá lumek Phygadeuon punctiventris.